# Clarkometra elegans
Clarkometra
Genre
Espèce
Clarkometra elegans, unique représentant du genre Clarkometra, est une espèce de crinoïdes de la famille des Colobometridae (ordre des Comatulida).

## Répartition
Cette crinoïde se rencontre du Sud-Ouest de Mindanao (Philippines) jusqu'aux îles Bonin (Japon). Elle est présente entre 72 à 80 m de profondeur.

## Classification
Le genre Clarkometra et l'espèce Clarkometra elegans ont été décrits en 1922 par le zoologiste suédois Torsten Gislén (d) (1893-1954),.

## Publication originale
- (en) Torsten Gislén, « The crinoids from Dr. S. Bock's expedition to Japan 1914 », Nova Acta Regiae Societatis Scientiarum Upsaliensis, Suède, 4e série, vol. 5, no 6,‎ 1922, p. 1-183 (ISSN 0029-5000, lire en ligne, consulté le 9 février 2024).